# Chris Charlton
Pour les articles homonymes, voir Charlton.
Chris Charlton (née le 4 juillet 1963 à Dortmund en Allemagne) est une femme politique canadienne. Elle a été députée à la Chambre des communes du Canada, représentant la circonscription ontarienne de Hamilton Mountain de 2006 à 2015 sous la bannière du Nouveau Parti démocratique. Elle ne s'est pas représentée lors des élections générales de 2015.

## Biographie
Elle s'était déjà présentée comme candidate aux élections de 1997 et de 2004, mais a été deux fois défaite par la députée libérale Beth Phinney.
Chris Charlton a été élue pour la première fois à la Chambre des communes lors de l'élection fédérale canadienne de 2006 puis réélue lors de l'élection générale de 2008 et celle de 2011. 
Elle est l'épouse de Brian Charlton, un ancien député qui a représenté Hamilton Mountain à l'Assemblée législative de l'Ontario de 1977 à 1995.